# Gävle hamn
Gävle hamn är en intermodal hamn i Gävle kommun, några kilometer öster om centrala Gävle. Hamnen ansluter med järnväg och landsväg till resten av Sveriges järnvägs- respektive landsvägsnät. 
Hamnen betjänar främst industrin i Mälardalen, Gävleborg, Dalarna samt upptagningsområdet upp till Sundsvall och fungerar som importhamn för bland annat flygbränsle till Arlanda flygplats. 
Hamnen räknas som Sveriges tredje största containerterminal och den största på ostkusten.

## Kapacitet
Gävle Hamn har åtta terminaler och tar emot cirka 1000 fartygsanlöp per år. Den nya farleden in till hamnen gör det möjligt att ta emot fartyg som är 42 meter breda och som har ett djupgående på 12,2 meter. Muddringen som genomfördes 2014  gjorde att restriktioner vid dålig sikt och besvärliga väderförhållanden försvann. 

### Terminaler
- Gävle containerterminals operativa verksamhet sköts av Yil Port Gävle. Här lossas och lastas feederfartyg som tar containers till större hamnar i Europa, där de omlastas mot sin slutliga destination. Containervolymen var 2017 omkring 250.000 TEU, med två containerkranar.
- Oljeterminalen hanterar bensin, diesel, eldningsolja, etanol samt flygbränsle. Inom oljehamnen finns en total lagringskapacitet på ca 1,65 miljoner kubikmeter fördelat på ca 900 000 i cisterner och sex bergrum med en total lagringskapacitet på ca 750 000 kubikmeter. Ett gemensamt ledningsnät sammanbinder de olika oljebolagens depåer med kajerna. Gävle Hamn äger och underhåller ledningsnätet från kajerna fram till respektive oljedepå.
- Kemikalieterminalens kaj har ett tillåtet djupgående om 8,80 meter. Fartygens maxlängd är 185 meter. Här hanteras diverse kemikalier främst för basindustrins behov.
- Kombiterminal Fredriksskans: Här finns en kombiterminal med hantering av järnvägsvolymer. I anslutning till spåren finns ca 50 000 kvm lagringsyta som ofta nyttjas för lagring av vindkraftverksdetaljer.
- Kombiterminal Granudden: Här lastas tåg med daglig avgång till Göteborg samt en egen dagliga tågpendel som går till Gävle Containerterminal för vidare transport med feederfartyg.  Terminalen hanterar ca 80 000 TEU per år vilket gör den till en av Sveriges största kombiterminaler.
- Bulkterminalen har stor flexibilitet och hanterar alla slags laster med anpassad utrustning. Terminalen är särskilt lämpad för projektlaster som både kräver stor lyftkapacitet och stora mellanlagringsytor.
- Container Freight Station Fredriksskans hanterar många olika godsslag med den gemensamma nämnaren att de ska lastas i eller lossas ur en container. Här hanteras exempelvis SSAB Borlänges exportvolymer till hela världen.
- Container Freight Station Granudden hanterar framförallt pappersrullar för Billerud Korsnäs, men också papper från andra kunder. Majoriteten av volymen lämnar Granudden i container men även bil och järnväg används. Magasinskapaciteten är 50 000 kvm med järnväg inomhus samt load plates för containerstuffning. Verksamhet bedrivs alla dagar i veckan och varje år stuffas ca 20 000 40-fots containers med papper.

## Historia
Redan 1491 fick Gävle stapelrätt, vilket innebär rätten att bedriva import och export - där fartyg från utlandet kan tullklarera sin last. Allt sedan dess har Gävle varit en betydande sjöfartsstad i Sverige. På 1700-talet utfördes linjetransporter till södra Europa från Gävle. Under 1800-talet blommade Gävle som sjöfartsstad. Handelsmännen hade sina magasin runt hamnen. De bodde längre in i staden i förmögna hem, rika på den stora exporten. Gävle hamnområde var fullt med människor och fartyg från stora delar av världen. Här kunde man se många olika varor som ankom eller skeppades ut. Järnet stod i centrum som en av de viktigaste exportvarorna. Hamnen låg historiskt i och runt Gavleåns mynning i Inre fjärden. När försvarsanläggningen Fredriksskans avvecklades 1863, anlades en ny hamn där och hamnen flyttades längre ut, till sundet mellan Inre- och Yttre fjärden. Den gamla hamnen kallas numer Inre hamnen.